# Bergheim (Hohenfels)
Bergheim ist eine Wüstung auf dem Gebiet der Gemeinde Hohenfels im oberpfälzischen Landkreis Neumarkt in der Oberpfalz in Bayern. Sie liegt im Truppenübungsplatz Hohenfels.

## Geschichte
Der auf der hier liegenden abgegangenen mittelalterlichen Burg Bergheim ansässige Adel, die Perkheimer, wurde im 12. Jahrhundert mehrmals erwähnt. Im 14. Jahrhundert saßen hier die Geblstorfer, im 15. Jahrhundert die Amringer, im 16. Jahrhundert die Bertholdshofer und Gleißenthaler. Im 16./17. Jahrhundert wurde Bergheim mit dem Edelsitz Kirchenödenhart vereinigt.
Im Königreich bzw. Freistaat Bayern gehörte die Gemeinde Bergheim seit 1862 zum Bezirksamt bzw. Landkreis Burglengenfeld. 1924 wurde die Einöde Fischereis vom Markt Schmidmühlen abgetrennt und der Gemeinde Bergheim zugeteilt.
Die Gemeinde Bergheim wurde 1944 aufgelöst und dem Heeresgutsbezirk Hohenfels zugeteilt. Sie bestand aus den acht Orten Bergheim, Böhmöd, Fischereis, Madöd, Neuhof, Reiteröd, Schneideröd und Waltersheim mit einer Gemeindefläche von etwa 695 Hektar. 1939 hatte die Gemeinde 206 Einwohner. 1950 kam Bergheim zur Gemeinde Nainhof-Hohenfels und hatte sechs Wohngebäude und 61 Einwohner.
Die Schlosskapelle wurde zur katholischen Kirche St. Ägid.

## Sehenswürdigkeiten
- Ehemalige katholische Kirche St. Ägid im Innenhof des Burgstalls, seit 1972 nur noch Außenmauern erhalten

Siehe auch: Liste der Baudenkmäler in Hohenfels (Oberpfalz)#Wüstung Bergheim